# Liceum Ogólnokształcące im. Władysława Jagiełły w Przeworsku
Liceum Ogólnokształcące im. Władysława Jagiełły w Przeworsku – szkoła ponadgimnazjalna utworzona w 1911 roku, mieszcząca się w Przeworsku przy ulicy Szkolnej 6. Wchodzi w skład Zespołu Szkół Ogólnokształcących i Zawodowych.

## Kalendarium historii szkoły
- 1 września 1911 – rozpoczyna działalność męskie Prywatne Gimnazjum Realne w Przeworsku
- 21 lutego 1912 – utrzymanie Gimnazjum przyjmuje Rada Miasta Przeworska
- 1918 – szkoła otrzymuje prawo publiczności
- 1919 – w gimnazjum powstaje I Drużyna Harcerska im. Tadeusza Kościuszki
- 1921 – przeniesienie szkoły do nowego budynku przy ul. Gimnazjalnej
- maj 1926 – pierwszy egzamin dojrzałości
- 1930 – odzyskanie niepełnych praw gimnazjum państwowego
- 3 maja 1933 – ufundowanie pierwszego sztandaru szkoły
- 4 września 1939 – przerwanie nauki w szkole po wybuch II wojny światowej
- 24 października 1939 – wznowienie zajęć, dzięki zaangażowaniu ks. Józefa Stefańskiego
- 6 listopada 1939 – zamknięcie szkoły, aresztowanie nauczycieli w ramach akcji Sonderaktion Przeworsk
- 14 września 1944 – wznowienie nauki w gimnazjum
- 5 lutego 1946 – upaństwowienie szkoły
- 1948 – powstaje w szkole Liga Walki Młodych z Komunizmem
- 1950 – likwidacja harcerstwa z powodów politycznych
- 1963 – liceum otrzymało budynek dawnej szkoły męskiej przy ul. Szkolnej, nauka jest kontynuowana w dwóch obiektach
- 8–9 czerwca 1980 – Pierwszy Zjazd Absolwentów i Wychowanków
- 20 października 1981 – szkoła otrzymuje odznakę „Zasłużony dla Województwa Przemyskiego”
- 1985 – wprowadzono hymn szkoły
- 1990 – przywrócenie nauki religii
- 3 kwietnia 1992 – oddano do użytku nowe skrzydło budynku przy ul. Szkolnej
- 21–23 stycznia 2005 – liceum było gospodarzem Olimpiady Geograficznej i Nautologicznej
- 2011 – jubileusz stulecia szkoły

## Zmiany nazwy szkoły
- 1911-1922: Prywatne Gimnazjum Realne w Przeworsku
- 1922-1926: Gimnazjum Koedukacyjne Towarzystwa Prywatnego Gimnazjum w Przeworsku
- 1926: Prywatne Gimnazjum Koedukacyjne im. Króla Władysława Jagiełły w Przeworsku
- 1926-1946: Miejskie Gimnazjum Koedukacyjne im. Króla Władysława Jagiełły w Przeworsku
- 1946-1948: Państwowe Gimnazjum i Liceum im. Króla Władysława Jagiełły w Przeworsku
- 1948-1982: Liceum Ogólnokształcące w Przeworsku
- od 1982: Liceum Ogólnokształcące im. Króla Władysława Jagiełły w Przeworsku

## Dyrektorzy szkoły
- Mieczysław Warmski (1911-1912)
- Stanisław Wazyl (1912-1929)
- Stanisław Zabielski (1929 – 1937)
- Jan Szandrowski (1937 – 1939)
- Jan Ćwierz (1944-1949)
- Adam Wnęk (1949 – 1950)
- Tomasz Sajdłowski (1950)
- Seweryn Przedzimirski (1950–1953)
- Antoni Ulma (1953−1954)
- Eugeniusz Hrycek (1954)
- Eugeniusz Żółkoś (1954–1956)
- Alfred Lammel (1956-1959)
- Zbigniew Horbowski (1959−1960)
- Stanisław Sztaba (1960–1963)
- Władysław Seremet (1963-1972)
- Stefan Duliban (1972-1976)
- Kazimierz Karp (1976-1997)
- Krystyna Ścisłowicz (1997-2014)
- Piotr Kuc (2014–2019)
- Krzysztof Dyrkacz (od 2019)

## Absolwenci i wychowankowie
- prof. dr hab. Jerzy Armata, lekarz pediatra – onkolog i hematolog
- Józef Benbenek, regionalista, założyciel Muzeum w Przeworsku
- prof. dr hab. Jan Dyduch, profesor nasiennictwa i warzywnictwa
- Józef Figiela, marynarz, malarz-marynista
- prof. dr hab. n. med. Jan Roman Haftek, lekarz neurochirurg
- prof. dr hab. n. med. Antoni Hrycek
- dr Henryk Jankowski, założyciel Szpitala w Przeworsku
- ks. ppłk Franciszek Kędziora, kapelan WP
- prof. dr hab. Andrzej Kojder, socjolog
- gen. bryg. Tadeusz Kojder
- o. Wojciech Kowal OMI, wykładowca prawa kanonicznego
- dr Szczepan Kozak, historyk
- prof. zw. dr hab. inż. Józef Kubicki
- ks. Krzysztof Lechowicz, poeta
- ks. Jan Machniak, doktor teologii, wykładowca PAT
- ks. dr Antoni Michno, duszpasterz niepełnosprawnych
- Janusz Morgenstern, reżyser
- gen. bryg. Bolesław Nieczuja-Ostrowski
- prof. dr hab. inż. Tadeusz Pieniążek, chemik
- dr hab. Maciej Rogalski, prawnik
- prof. dr hab. Andrzej Skawina, lekarz anatom
- prof. dr hab. Stefan Skowronek, archeolog
- prof. dr hab. Józef Stuchliński, epistemolog
- dr Antoni Sydor, lekarz internista i nefrolog
- Piotr Trybalski, fotograf, podróżnik
- płk dr. hab. inż. Józef Zubek